# 西米克 (伊利諾伊州)
西米克（英語：Cimic）是位於美國伊利諾伊州桑加蒙縣的一個非建制地區。該地的面積和人口皆未知。

## 地理
西米克的座標為39°35′24″N 89°39′21″W / 39.59000°N 89.65583°W，而該地的平均海拔高度為186米（即610英尺）。